# Schmorl-Knorpelknötchen

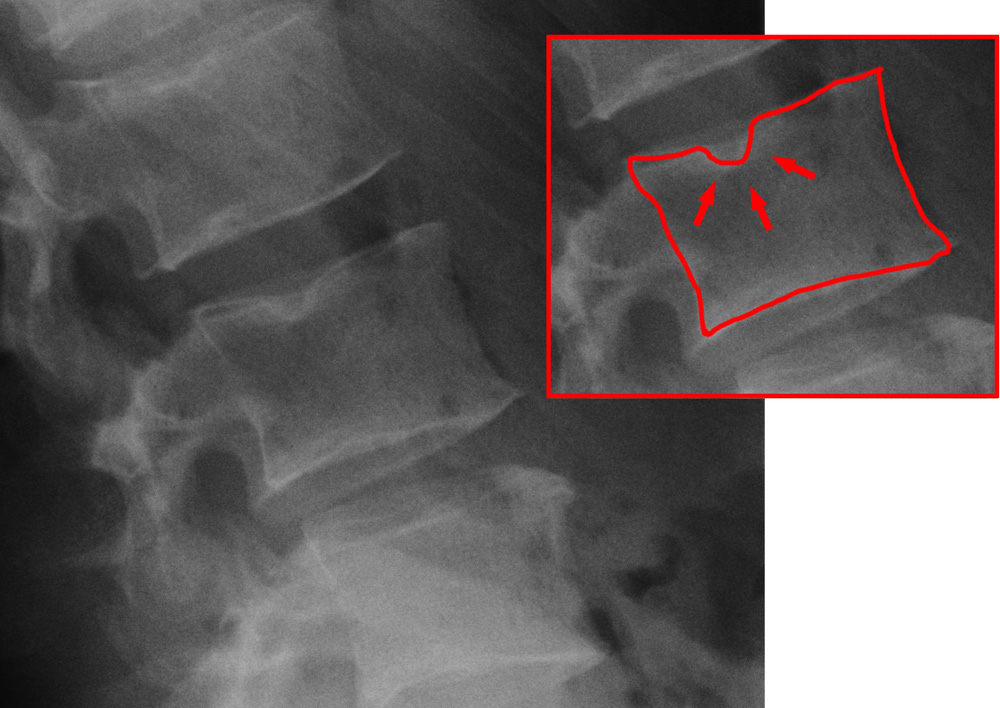
Röntgen-Bild eines Schmorl-Knorpelknötchens in der Deckplatte eines Lendenwirbels

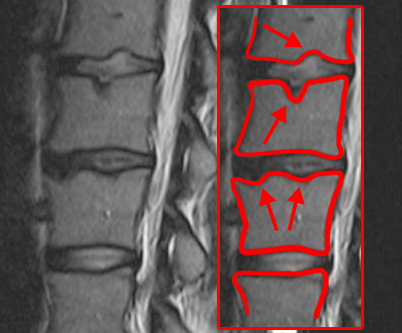
MRT-Bild von Schmorl-Knorpelknötchen

Als Schmorl-Knötchen, Schmorlsches Knötchen oder Schmorl-Knorpelknötchen, nach Georg Schmorl, bezeichnet man die Verlagerung (Herniation) von Bandscheibengewebe in den Wirbelkörper.
Als Ursachen von Schmorl-Knötchen kommen Wachstumsstörungen der knorpligen Endplatten der Wirbelkörper oder Traumen der Endplatten in Frage.
Schmorl-Knötchen sind ein röntgenologisches Diagnosekriterium des Morbus Scheuermann. Sie können auch im MRT dargestellt werden.
Schmorl-Knötchen sind sichtbar als flache oder kugelförmige Eindellungen in den Grundplatten und Deckplatten der Wirbelkörper. Die Bandscheiben können hierdurch verschmälert werden, was röntgenologisch als abgeflachtes Bandscheibenfach imponiert.
Die dem typischen Schmorl-Knötchen gegenüberliegende Deckplatte kann einen Überwuchs zeigen, was als Edgren-Vaino-Zeichen bei der Differentialdiagnose hilfreich sein kann.
Abzugrenzen sind harmlose Normvarianten wie Chorda-dorsalis-Rückbildungsstörungen sowie krankhafte Veränderungen z. B. nach Spondylodiszitis.